# 必嘉街
必嘉街（英語：Baker Street），舊稱邲架街，是位於香港九龍紅磡的街道。必嘉街得名自英籍九廣鐵路經理及首席工程師羅拔·必嘉（Robert Baker）。必嘉街西起漆咸道北，東抵紅磡道，並與機利士南路、寶來街等多條街道交匯。

## 命名

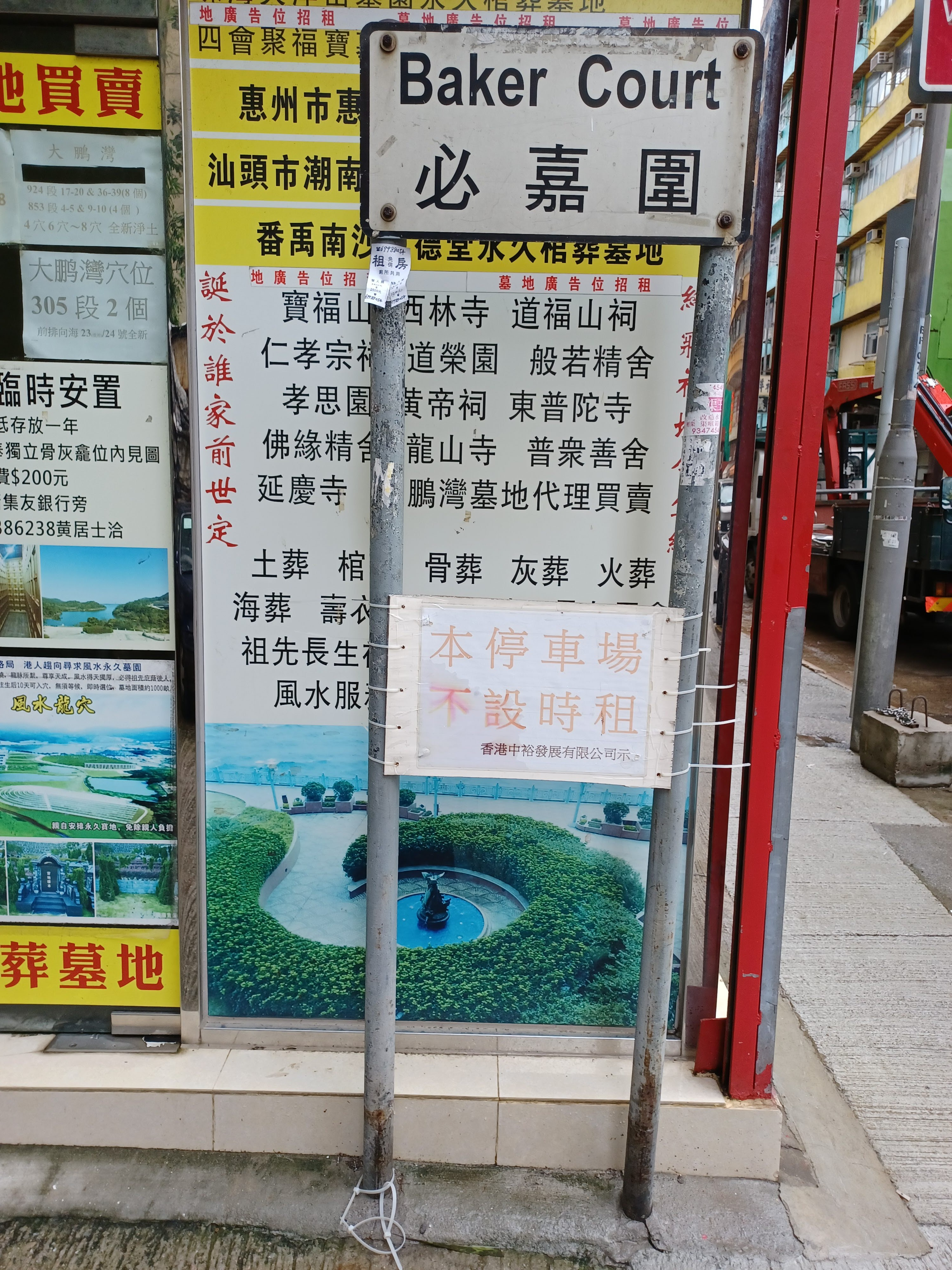
鄰近必嘉街的必嘉圍，必嘉街與必嘉圍兩者得名自同一人

必嘉街與鄰近的必嘉圍（Baker Court）均得名自英籍九廣鐵路經理及首席工程師羅拔·必嘉（Robert Baker），他是舊筆架山隧道南面鑽鑿工程的工程師。除必嘉街與必嘉圍外，溫思勞街與獲嘉道亦同樣得名自九廣鐵路經理及首席工程師。
必嘉街在1923年9月28日獲命名，惟當時刊憲的中文名為“邲架街”，而市政局直至1957年4月26日方公佈擬分別更改“邲架街”與“邲嘉圍”為“必嘉街”與“必嘉圍”，相關更名於翌年6月27日落實。

## 概述
必嘉街全長0.7（0.43英里），西起漆咸道北，東抵紅磡道，並與機利士南路、寶來街等多條街道交匯。必嘉街自寶來街起至紅磡道的路段為單向東行，其餘路段為單向西行。九廣鐵路於1930年代時曾設有經必嘉街接駁黃埔船塢的支綫，列車在駛至必嘉街時會減速，並在必嘉街與福至街的交界處駛入黃埔船塢。

## 外部連結
维基共享资源上的相關多媒體資源：必嘉街